# Lloydolithus
Lloydolithus is een geslacht van uitgestorven trilobieten uit het Boven-Ordovicium van Wales.

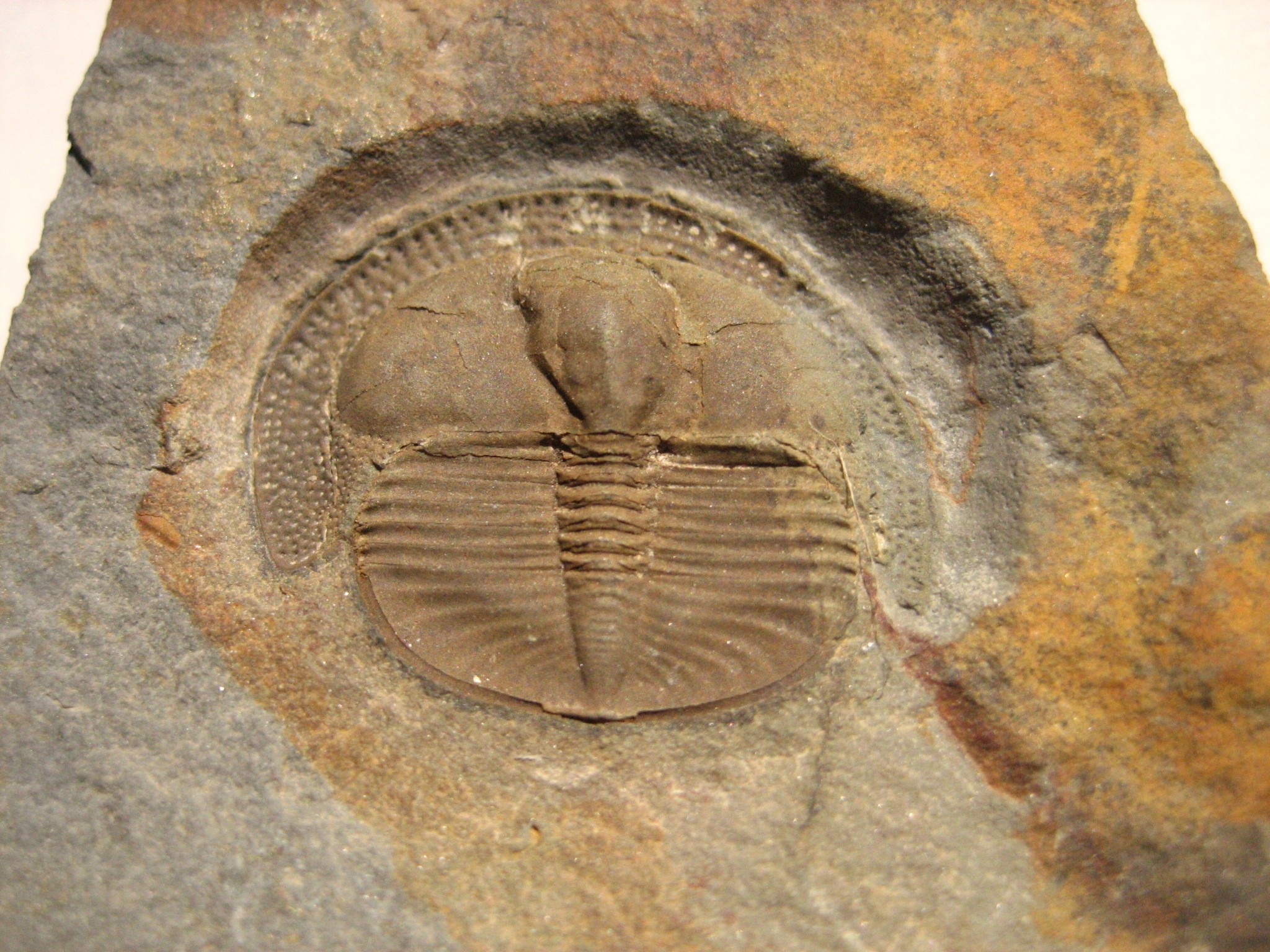
Lloydolithus lloydi

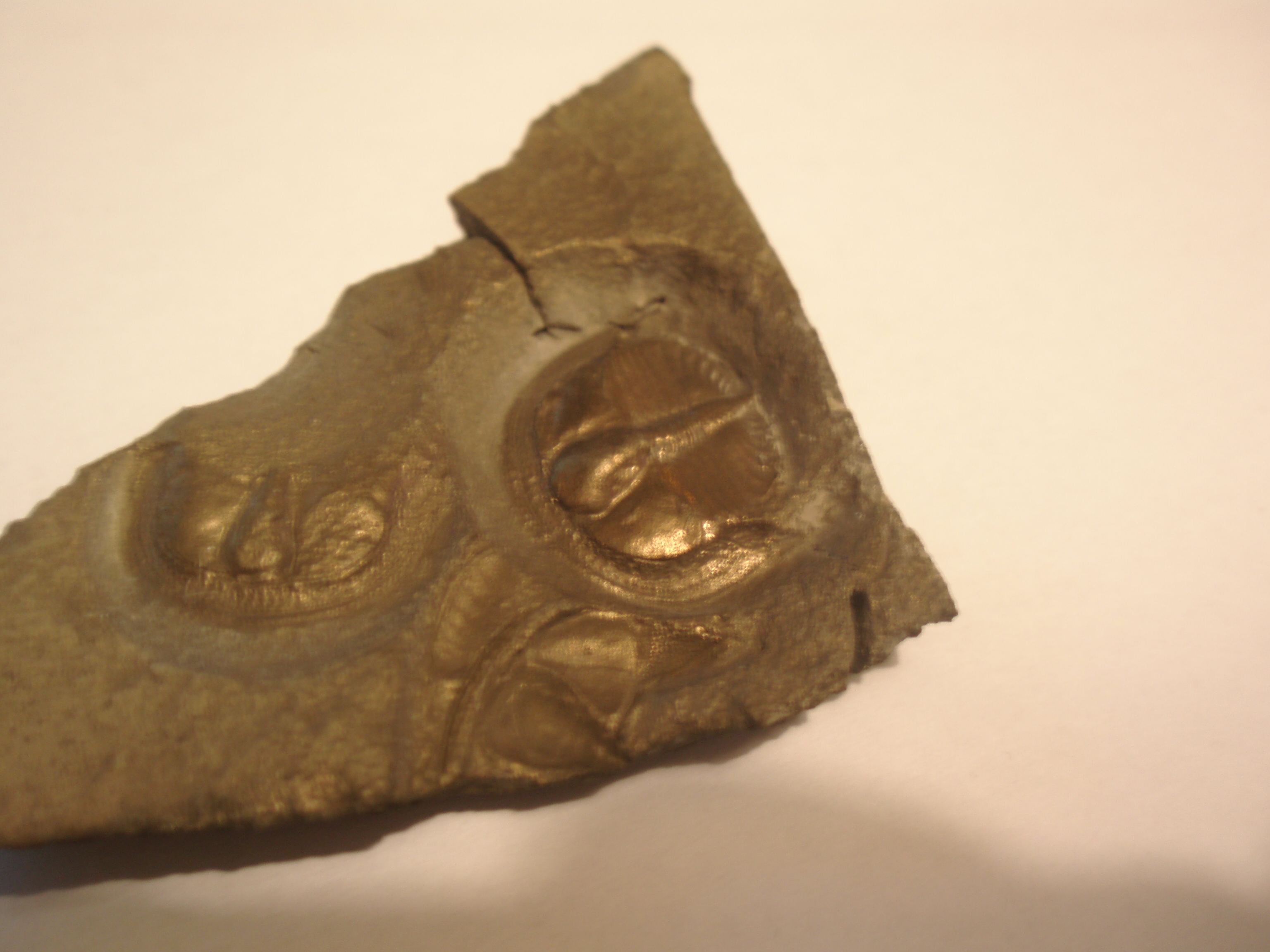